# Träsket (Möja socken, Uppland)
Träsket är en sjö i Värmdö kommun i Uppland och ingår i Norrström-Tyresåns kustområde.